# 152-мм береговая САУ Толочкова
152-мм береговая самоходная артиллерийская установка Толочкова — экспериментальная тяжёлая самоходная артиллерийская установка особой мощности, которая должна была использоваться для помощи войскам береговой обороны. Не реализована в металле.

## История

### Вопрос береговой обороны
В 1932 году в АНИИ исследовался вопрос об улучшении способности артиллерии помогать войскам в ходе береговой обороны: из опыта многочисленных войн и сражений следовало, что зачастую противник высаживал морской десант на береговые полосы вне зоны действия береговых батарей. Строительство их было довольно дорогим и долгим, вследствие чего полностью защитить морские границы было нереально. Однако с развитием бронетанковой техники возникла идея использовать самоходные орудия на танковом или тракторном шасси. По итогам исследований военные теоретики предложили концепцию быстровозводимой береговой обороны: мобильные орудия на самоходном шасси с железнодорожным или гусеничным движителем должны были значительно ускорить подготовку к обороне и эффективность отражения атак. Благодаря предложению советские конструкторы легко создали самоходные орудия ТП-1 и ТГ-1 на железнодорожном движителе, а вот с гусеничным шасси дела шли медленнее.

### САУ на гусеничном движителе
В конце 1932 года были сформулированы технические требования к тяжёлой самоходной артустановке на гусеничном ходу, и свои проекты представили КБ заводов «Большевик» и № 185. В декабре разработка КБ завода № 185 под руководством А. А. Толочкова и П. Н. Сячинтова была признана лучшей с оговоркой: в целях унификации и ускорения производства САУ должна базироваться на шасси серийного тяжёлого танка. Единственной машиной такого типа был тогда ещё опытный Т-35, но в качестве альтернативного варианта больше подходил средний Т-28.

### Описание проекта
В марте 1934 года Толочков представил новый проект. Самоходка очень походила на Т-28: главный и бортовые фрикционы, коробка передач и элементы шасси были заимствованы от этого танка. На неё планировалось поставить мотор БД-1 мощностью 800 лошадиных сил, который разработали в Харьковском конструкторском бюро. Бронирование варьировалось от 8 до 20 мм, что защищало экипаж от пуль, осколков и камней. В качестве главного орудия Толочков предложил использовать 152-мм пушку Б-10, устанавливаемую на лафете в центре корпуса. По схеме инженера, перед началом обстрела САУ должна была въехать на металлическую платформу с роликовым погоном, закрепить опорный штырь в центре и поднять вверх гусеницы для того, чтобы обеспечить круговой обстрел (за 20 минут благодаря двигателю возможно было совершить полный оборот вокруг своей оси). Скорострельность орудия повышалась бы за счёт использования механического подъёмника и досылателя снаряда. При такой массе САУ двигалась бы со скоростью 18-22 км/ч.

### Судьба
До сих пор остаётся неизвестным продвижение работы по самоходной артиллерийской установке Толочкова. Известно только, что в 1937 году все работы были закрыты из-за массовых арестов инженеров.